# Филипа Габровска
Филипа Димитрова Габровска е българска тенисистка, родена на 26 март 1982 г. в град Варна, България. Състезателка на българския Фед Къп отбор в периода 1998 – 2002 г. (с прекъсване). За националния отбор има две победи и четири загуби.
Тя е многократна шампионка на България (1999, 2000, 2002, 2003). През 2001 г. е шампионка на двойки на държавното първенство по тенис в зала заедно с Радослава Топалова, през 2003 г. печели титлата с Неда Михнева, а през 2004 г. е шампионка с Биляна Павлова. Сред големите победи в кариерата на Габровска са победата над Цветана Пиронкова на финала на държавното първенство за жени през 2000 г. в Пловдив, където печели с 6:0 6:2.
С клуб „Черно море – Елит“ участва като състезателка в европейското клубно първенство през 2004 г. Отборът в състав Филипа Габровска, Виргиния Трифонова, Сесил Каратанчева и Цветана Пиронкова печели трето място.
Играла е и в австрийската бундеслига.
В „Черно море – Елит“ неин треньор е Огнян Илиев.
Филипа Габровска е работила като треньор към варненския клуб „Черно море – Елит“.
През 2007 г. става шампионка на смесени двойки на държавното първенство с Тихомир Грозданов и вицешампионка при жените на сингъл и на двойки с Виргиния Трифонова.
През 2017 година става шампионка на Австрия в австрийската втора бундеслига с отбора на 1KTV

## Финали

### Титли на двойки (2)
| Година | Турнир  | Категория    | Партньор           | Съперници                              | Резултат            |
| 1999   | София 4 | ITF $ 10 000 | Радослава Топалова | Рамона Бут Лиляна Нанушевич            | 6-2 6-0             |
| 2000   | София 3 | ITF $ 10 000 | Неда Михнева       | Деница Александрова Виргиния Трифонова | 4-1 2-4 4-1 0-4 4-2 |

### Загубени финали на двойки (2)
| Година | Турнир | Категория    | Партньор           | Съперници                           | Резултат    |
| 1998   | Бургас | ITF $ 10 000 | Димана Кръстевич   | Калина Дянкова Антонела Поци        | 6-1 4-6 2-6 |
| -      | Скопие | ITF $ 10 000 | Радослава Топалова | Теодора Недева Антоанета Панджерова | 3-6 0-6     |